# San Martín (Mendoza)
San Martín – miasto w Argentynie w prowincji Mendoza.
80 tys. mieszkańców (2006).